# 경상북도포항의료원
경상북도포항의료원(慶尙北道浦項醫療院, Gyeongsangbuk-do Pohang Medical Hospital)은 경상북도 포항시에 위치한 경상북도청 산하의 공공병원이다. 경상북도 포항시 북구 용흥로 36에 위치하고 있다.

## 연혁
- 1939년 관립 포항자혜의원 개원
- 1941년 도립 포항의원으로 변경
- 1973년 도립 동해의료원 흡수통합
- 1982년 지방공사경상북도 포항의료원으로 변경

## 진료과목
내과, 외과, 소아청소년과, 산부인과, 정형외과, 신경외과, 성형외과, 안과, 이비인후과, 정신건강의학과, 비뇨기과, 치과, 영상의학과, 진단검사의학과, 마취통증의학과(수술실)